# Kiewdo-Mielsitowo
Kiewdo-Mielsitowo (ros. Кевдо-Мельситово) – wieś (sieło) w Rosji, w obwodzie penzeńskim, w rejonie kamieńskim. W 2010 liczyła 1876 mieszkańców.